# تیلور هیز (بازیگر پورنوگرافی)
تیلور هیز (انگلیسی: Taylor Hayes؛ زاده ۱۴ ژانویهٔ ۱۹۷۵) بازیگر پورنوگرافی اهل ایالات متحده آمریکا است.